# Lotzbach (Amper)
Der Lotzbach ist ein ca. 6,5 km langer Bach im Gemeindegebiet von Haimhausen, Hebertshausen und Röhrmoos. Er gehört zum Flusssystem der Isar.
Der Bach entsteht in einem Teich bei Röhrmoos, fließt in östlicher Richtung durch die gleichnamige Gemeinde Lotzbach,
bevor er in einen Altarm der Amper mündet.